# Alec Guinness
Alec Guinness, CH, CBE, ursprungligen Alec Guinness de Cuffe, född 2 april 1914 i London, död 5 augusti 2000 i Midhurst i West Sussex, var en brittisk skådespelare. Guinness medverkade i flera av Ealingkomedierna, däribland Sju hertigar (1949) och Ladykillers (1955). Han samarbetade med David Lean i filmerna Lysande utsikter (1946), Oliver Twist (1948), Bron över floden Kwai (1957, för vilken  han erhöll en Oscar för bästa manliga huvudroll), Lawrence av Arabien (1962), Doktor Zjivago (1965) och En färd till Indien (1984). Guinness spelade även Obi-Wan Kenobi i Stjärnornas krig (1977) samt dess uppföljare 1980 och 1983.

## Biografi
Alec Guinness var utomäktenskaplig son till bartendern Agnes de Cuffe; på hans födelsecertifikat är inte faderns namn omnämnt, men Guinness själv trodde att det var en skotsk banktjänsteman vid namn Andrew Geddes. Vid 18 års ålder fick Guinness arbete som copywriter på en reklambyrå. År 1933 började han studera skådespeleri vid Fay Compton Studio of Dramatic Art och gjorde scendebut 1934; samma år gjorde han också filmdebut. Guinness engagerades på Old Vic 1936, där han spelade såväl Shakespeare som George Bernard Shaw och Anton Tjechov. År 1939 spelade han Hamlet på Kronborg slott i Helsingör, Danmark. 
Guinness tjänstgjorde i Royal Naval Volunteer Reserve under andra världskriget, till en början som midshipman 1941, innan han befordrades till tillfällig Sub-Lieutenant den 30 april 1942 och till tillfällig Lieutenant året därpå. Guinness för befäl över landstigningsfartyget HM LCI(L) 124 vid den allierade invasionen av Sicilien, och transporterade senare förnödenheter och agenter till de jugoslaviska partisanerna i den östra Medelhavsteatern.
Guinness betraktas som en av historiens mest mångsidiga skådespelare. Han var på scenen en framstående tolkare av Shakespeareroller, men även komediroller av olika slag. På film gjorde han minnesvärda rolltolkningar i bland annat Bron över floden Kwai (för vilken han belönades med en Oscar för bästa skådespelare), Sju hertigar, Ladykillers och Jag stal en miljon. Han är även känd för sin roll som Obi-Wan Kenobi i Star Wars.
Guinness konverterade till katolicismen 1954. Han blev adlad av drottning Elizabeth II av Storbritannien 1959.

## Filmografi i urval
- 1934 – Evensong
- 1946 – Lysande utsikter
- 1948 – Oliver Twist
- 1949 – Vilse i London
- 1949 – Sju hertigar
- 1950 – Sista semestern
- 1950 – Trashanken
- 1951 – Jag stal en miljon
- 1951 – Mannen i vita kostymen
- 1952 – En tusan till karl
- 1953 – Kaptens paradis
- 1953 – Vingar över Malta
- 1954 – Mästerdetektiven
- 1955 – Ladykillers
- 1955 – Fången
- 1955 – Kärlek i Paris
- 1956 – Svanen
- 1957 – Vi sitter i sjön
- 1957 – Bron över floden Kwai
- 1958 – Uppåt väggarna
- 1959 – Syndabocken
- 1959 – Vår man i Havanna
- 1960 – En gång hjälte
- 1961 – Geishan från Brooklyn
- 1962 – Under brinnande segel
- 1962 – Lawrence av Arabien
- 1964 – Romarrikets fall
- 1965 – Doktor Zjivago
- 1965 – Situationen hopplös - men ej allvarlig
- 1966 – Quiller - Vårt ess i Berlin
- 1966 – Hotel Paradiso
- 1967 – Den onda ön
- 1970 – En spökhistoria
- 1970 – Cromwell
- 1973 – Hitlers sista dagar
- 1973 – Broder sol och syster måne
- 1976 – Släpp deckarna loss det är mord
- 1977 – Stjärnornas krig
- 1979 – Mullvaden (TV-serie)
- 1980 – Grabben som blev miljonär
- 1980 – Rymdimperiet slår tillbaka
- 1980 – Lyft Titanic
- 1982 – Vinnare och förlorare (TV-serie)
- 1983 – Jedins återkomst
- 1983 – Kär och galen
- 1984 – En färd till Indien
- 1987 – Little Dorrit, Del 1
- 1987 – Little Dorrit, Del 2
- 1988 – En handfull stoft
- 1991 – Kafka
- 1993 – Vi möts igen
- 1995 – Tyst vittne
- 1996 – Eskimo Day